# 平野莉玖
平野 莉玖（ひらの りく、1999年3月1日 - ）は、日本の実業家、ラッパー、ダンサー。（株）R・EMBLEM 代表取締役社長。ブランド名は「RKS RICKY」。愛知県名古屋市出身。兄はNumber_iの平野紫耀。両親と兄・妹の5人家族。身長166 cm・血液型はO型。

## 略歴
2004年、年長の時に兄の平野紫耀を追うように名古屋市内にある名門ダンススクール「ファンクキッド」に通い始める。
2005年、小学1年生の時に兄の平野紫耀と共に兄弟ダンスユニット「SHOW&RICKY」を結成し活動を始める。
2007年、小学3年生の時にコンテストで優勝し、EXILEの名古屋ライブのバッグダンサーを務める。
2008年以降、地元名古屋で活動するラッパーAK-69のライブDVDを見て影響を受けラッパーの道を志す。この頃からアーティスト「Ricky（リッキー）」として本格的に活動を始める。
2012年、中学2年生の時にミニアルバム「晴天」をリリース（3000枚完売）。
2014年3月、一度普通の生活を過ごしてみたいと思い、中学卒業を機にアーティスト活動を一時休止。
2020年5月、自身が代表取締役社長を務めるアパレル会社「R・EMBLEM」設立。同年7月、アパレルブランド「RKS RICKY（リクスリッキー）」立ち上げ。
2021年5月、アーティスト「RIKU」の復帰宣言。同年7月1日、公式Instagramを開設。HILL TOP INC.に所属が決定。
2022年8月31日、YouTubeにて配信された短編ドラマ『君と見た夢』で俳優デビュー。
2023年7月1日、公式YouTube「RIKU LIFE/平野莉玖」を開設。同年12月1日、 各音楽配信サービスで1stシングル『Doubt it』の表題曲「Doubt it」ダウンロード&ストリーミング先行配信される。同日、 公式ファンクラブを開設。12月20日、 1stシングル『Doubt it』でCDデビュー。1stシングル『Doubt it』のリリースと同時に「RIKUオフィシャルファンクラブ」をオープン。
2024年1月4日、公式X（旧Twitter）を開設。同年1月28日、『RIKU JustTheWayWeAre 2024』の開催を発表。同年6月11日、TBS系ドラマストリーム『さっちゃん、僕は。』でテレビドラマ初出演。
2025年（予定）、映画『センティエントゲーム』で山田姫奈とW主演を務めて映画初出演し、映画初主演。

## ディスコグラフィ

### シングル

#### 配信限定シングル
| 枚 | 配信日        | タイトル | 規格                   | レーベル           |
| -- | ------------- | -------- | ---------------------- | ------------------ |
| 1  | 2023年12月1日 | Doubt it | デジタル・ダウンロード | HILLTOP JB ARTISTS |

#### CDシングル
| 枚 | タイトル | 発売日         | 規格品番                                                       | 収録曲                                        | レーベル           |
| -- | -------- | -------------- | -------------------------------------------------------------- | --------------------------------------------- | ------------------ |
| 1  | Doubt it | 2023年12月20日 | HTJB-0001（初回盤A） HTJB-0002（初回盤B） HTJB-0003（初回盤C） | 1. Doubt it 2. 細胞レベルで恋してる 3. stupid | HILLTOP JB ARTISTS |

### ミュージック・ビデオ
|   | 年   | タイトル |          | リンク |
| - | ---- | -------- | -------- | ------ |
| 1 | 2023 | silence  | Dance PV |        |
| 2 | 2023 | LIFE     |          |        |
| 3 | 2023 | Doubt it |          |        |

## 出演

### テレビドラマ
- さっちゃん、僕は。（2024年6月11日 - 9月3日、TBS） - 文也 役[6]
- 令和の三英傑!（2024年12月11日・18日、中京テレビ・日本テレビ） - 森大空 役[7]

### 映画
- センティエントゲーム（2025年春公開予定） - 主演（山田姫奈とW主演）[4]

### ウェブ配信
- 君と見た夢（2022年8月31日 - 、YouTube） - 和田大和 役[3]
- 令和の三英傑～恋する末裔たち（2025年1月8日、TVer・YouTube）[8]

### 舞台
- SHOW×MUSICAL『ドリームハイ』（2025年4月11日 - 27日、シアターH） - ジェイソン 役[9]

### CM
- 凸版クリエイティブパートナーズ「ブレスクリアVita＋」（2025年4月8日 - ）[10]

### イベント出演
- Pyamo Presents 『Flex』(2023年12月4日 in Zepp Shinjuku)

### 音楽配信
- 平野莉玖 - mora
- 平野莉玖 - YouTube Music チャンネル
- 平野莉玖 - Spotify
- 平野莉玖 - Apple Music